# Bildband
Ein Bildband ist eine, auch in digitaler Form mögliche, Publikation, in der Abbildungen einen Hauptteil des Inhalts ausmachen.

## Geschichte
Die Entstehung von Bildbänden im heutigen Sinne ist eng verbunden mit der Entwicklung der Fotografie und der Drucktechnik. Bereits Mitte des 19. Jahrhunderts wurden Fotografien in Mappen verkauft, ähnlich wie es zuvor im Bereich der Druckgrafik, also z. B. mit Lithographien oder Stahlstichen üblich gewesen war. Da jedoch jeder Abzug einzeln hergestellt und auf Karton aufgezogen werden musste, waren diese Serien verhältnismäßig teuer und nur für wohlhabende Käuferkreise erschwinglich. Erst als Ende des 19. Jahrhunderts die drucktechnische Vervielfältigung von Fotografien in hohen Auflagen möglich wurde, sanken die Preise und es wurde möglich, Bücher in größerem Umfang mit Fotografien zu illustrieren. Trotzdem war es noch verhältnismäßig aufwendig, vor allem in größeren Formaten die den Reiz der Bildbände ausmachen. Erst nach dem Zweiten Weltkrieg, als auch der Farbdruck immer mehr Verbreitung fand, konnte man großformatige Fotodrucke zu akzeptablen Preisen herstellen und Bildbände fanden immer weitere Verbreitung.

## Bildband im Buchhandel
Im klassischen Sinne stellt ein Bildband im Buchhandel eine Buchgattung dar und ist charakterisiert durch einen festen Einband und in der Regel großformatige Abbildungen, die dokumentarischen Charakter haben. Texte in Bildbänden führen in das Thema ein, beschreiben einzelne Bilder, nehmen aber insgesamt weniger Raum als die Bilder ein. Häufige Themen derartiger Bildbände sind Reise und Länderkunde, Kunstwerke, Sportgroßveranstaltungen (wie Olympische Spiele oder Weltmeisterschaften) und Verkehrsmittel (wie Eisenbahnen, Autos, Schiffe etc.), richten sich also nach den Interessen der potentiellen Käufer.

## Bildband im Bibliothekswesen
In dem Mitte der 2010er Jahre im Bibliothekswesen eingeführten internationalen Regelwerk zur Erfassung und Archivierung von Publikationen, dem Resource Description and Access, ist der Begriff Bildband nicht speziell definiert. Man versteht dort darunter jegliche gedruckte oder in digitaler Form vorliegende Ressource, in der Bilder mindestens 40 % des Inhalts ausmachen und bei der die Abbildungen nicht nur zur Illustration des Textes dienen. Hier zählen zu den Bildbänden also beispielsweise auch Bilderbücher für Kinder, Comics, Kochbücher, Reiseführer mit hohem Bildanteil sowie digitale Quellen wie PDF-Dokumente und Websites. Eine besondere Form von Bildbänden sind Kunstbände, die in der Hauptsache aus Reproduktionen oder Abbildungen von Werken eines oder mehrerer Künstler bestehen. Auch Ausstellungs- und Bestandskataloge sind Bildbände, sofern sie zahlreiche Abbildungen der in der Ausstellung gezeigten bzw. im Bestand einer Institution befindlichen Objekte enthalten.